# Macrocera nitida
Macrocera nitida är en tvåvingeart som beskrevs av Freeman 1970. Macrocera nitida ingår i släktet Macrocera och familjen platthornsmyggor.
Artens utbredningsområde är Uganda. Inga underarter finns listade i Catalogue of Life.